# Masini (album)
Masini è un album del cantautore italiano Marco Masini, pubblicato il 5 marzo 2004.
Si tratta di una riedizione dell'album ...il mio cammino con l'aggiunta de L'uomo volante, trionfatrice al Festival di Sanremo 2004, e di E ti amo. Sulla scia del successo sanremese il disco rimase in classifica 23 settimane, vendendo oltre 300.000 copie.

## Tracce
1. L'uomo volante
2. E ti amo
3. Generation
4. Io non ti sposerò
5. Benvenuta
6. Disperato
7. Le ragazze serie
8. Cenerentola innamorata
9. Ti vorrei
10. T'innamorerai
11. Caro babbo
12. Dal buio
13. Dentro di te fuori dal mondo
14. Ci vorrebbe il mare

## Formazione
- Marco Masini – voce, tastiera, programmazione
- Piero Borri – batteria, percussioni
- Goffredo Orlandi – tastiera, programmazione
- Roberto Gallinelli – basso
- Bruno Cesselli – pianoforte
- Tommaso Poli – chitarra elettrica
- Massimiliano Agati – batteria, programmazione, chitarra acustica, cajón
- Paolo Amulfi – chitarra acustica, chitarra elettrica
- Massimo Pacciani – batteria, percussioni
- Cesare Chiodo – basso
- Francesco Isola – batteria
- Nicola Serena – tastiera, programmazione
- Nicola Contini – basso
- Eric Buffat – tastiera, programmazione
- Mario Manzani – chitarra elettrica
- Lorenzo Poli – basso
- Riccardo Cherubini – chitarra acustica, chitarra elettrica, tromba
- Ares Tavolazzi – basso
- Riccardo Galardini – chitarra acustica, chitarra a 12 corde
- Alfredo Paixao – basso, programmazione, chitarra acustica, chitarra a 12 corde, percussioni, tastiera, pianoforte
- Giacomo Castellano – chitarra acustica, chitarra elettrica
- Claudia Mannocci – violino
- Margherita Canestro – violino
- Riccardo Capanni – violino
- Claudia Rizzitelli – violino
- Jacopo Luciani – violoncello
- Stefano Cantini – sax
- Mirko Guerrini – flauto
- Francesca Balestracci, Giorgia Lamorina, Leonardo Abbate, Laura Landi, Serena Nacci, Claudio Matteini – cori

## Classifiche

### Classifiche settimanali
| Classifica (2004) | Posizione massima |
| ----------------- | ----------------- |
| Italia            | 8                 |

### Classifiche di fine anno
| Classifica (2004) | Posizione |
| ----------------- | --------- |
| Italia            | 74        |